# Абашево (Чувашия)
Аба́шево (чув. Апаш) — село в Чебоксарском районе Чувашии, административный центр Абашевского сельского поселения.

## География
Село расположено на левобережье реки Рыкша. Находится на высоте 124 м над уровнем моря.

## История
В 1846—1930 в селе действовал храм Божией Матери Казанской, Святого Николая Чудотворца. В 1872 была открыта земская одноклассная школа, в 1884 — церковно-приходская школа. В начале XX века функционировала водяная мельница.
В XIX веке село было в составе Кувшинской волости, в 1862—1927 — Тогашевской волости Чебоксарского уезда. С 1927 года — в Чебоксарском районе.
В 1906 году в селе произошло восстание.

## Население
| 2010 | 2012 |
| ---- | ---- |
| 838  | ↗851 |

Численность постоянного населения села составляет 794 человека, чуваши. В селе имеются школа, детский сад, фельдшерско-акушерский пункт, библиотека, дом культуры, музей.